# Natale Monopoli
Natale Monopoli, né le 28 mai 1975 à Venise en Italie, est un joueur italien de volley-ball. Il mesure 1,83 m et joue passeur. Il est international italien

## Clubs
| Club                       | De        | À         |
| -------------------------- | --------- | --------- |
| Pallavolo Scorzè           | 1997-1998 | 1997-1998 |
| Pallavolo Fossò            | 1998-1999 | 1998-1999 |
| Pallavolo Padoue           | 1999-2000 | 1999-2000 |
| Albisola Pallavolo         | 2000-2001 | 2001-2002 |
| Pallavolo Piacenza         | 2002-2003 | 2002-2003 |
| Südtirol Alto Adige Volley | 2003-2004 | 2004-2005 |
| Lube Macarata              | 2005-2006 | 2009-2010 |
| Lupi Pallavolo Santa Croce | 2010-2011 | 2010-2011 |
| Lube Macarata              | 2011-2012 | ...       |

## Palmarès
- Challenge Cup (1)
  - Vainqueur : 2006
- Championnat d'Italie (3)
  - Vainqueur : 2006, 2012, 2014
- Coupe d'Italie (2)
  - Vainqueur : 2008, 2009
  - Finaliste : 2012, 2013
- Supercoupe d'Italie (3)
  - Vainqueur : 2006, 2008, 2012
  - Perdant : 2009, 2013